# Charlatán

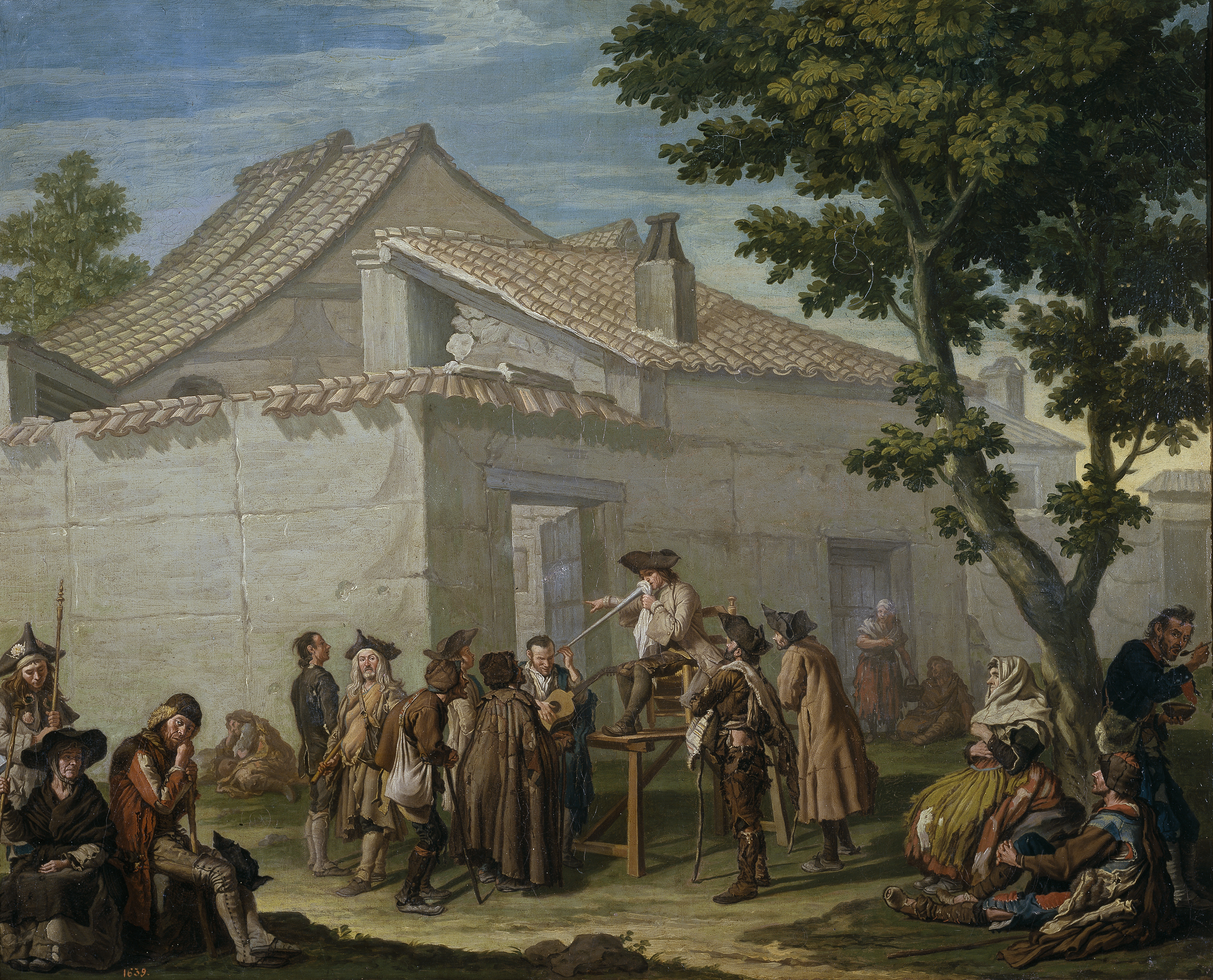
El charlatán de aldea, escena costumbrista pintada por Francesco Sasso (ca. 1750). Museo del Prado.

Un charlatán, en su acepción de embaucador, es aquel que con su discurso persigue la venta, muchas veces fraudulenta, de algún tipo de producto, remedio, elixir, ideología, etc.
Puede llegar a usarse como sinónimo de estafador o embuidor que con la locuacidad o verbosidad de su discurso persigue el engaño, como en el caso de algunas personas que en siglos pasados se dedicaban a la venta ambulante, como los históricos sacamuelas.
La etimología de esta palabra proviene del italiano «ciarlatano» (del verbo «ciarlare», charlar),  que en Francia se aplicaría con el término «charlatan» –voz que con la misma grafía se encuentra en castellano, inglés y otras lenguas– al vendedor de medicinas que ocasionalmente anunciaba su presencia mediante música y un pequeño espectáculo en directo. 
Entre los míticos charlatanes parisinos estuvo Antoine Girard (el “doctor Tabarin”), actor y mago que llegó a disponer de un escenario fijo en la Place Dauphin de París en el inicio del siglo xvii, como hicieron populares algunas obras y montajes de la «Comédie Italienne» y algunos personajes de Molière (además de las Fábulas de La Fontaine de 1668, traducidas y adaptadas por Samaniego). En el tipo fabulado se abre así su retrato:

Si cualquiera de ustedes
Se da por las paredes
 
O arroja de un tejado,
 
Y queda, a buen librar, descostillado,
 
Yo me reiré muy bien: importa un pito,
 
Como tenga mi bálsamo exquisito.

 Félix María Samaniego 

## En la cultura
La figura del charlatán como embaucador ha generado una rica tipología en el arte. Así en espectáculos como la ópera de Gaetano Donizetti El elixir de amor, con su personaje Dulcamara. Otro personaje similar sería el cirujano protagonista del Šarlatán. Op. 14 (título original en checo) ópera tragicómica de Pavel Haas, siguiendo la novela Doktor Eisenbart (1929), de Josef Winckler.
En el cine, pueden anotarse cintas clásicas como Le charlatan, película de Georges Méliès estrenada en 1901, o The Charlatan (1947), una película que rodó el estadounidense de Edmund Goulding, inspirada en la novela homónima.
En la película La bruja novata el personaje de Emelius Browne está visto como un charlatán que vende pócimas y hechizos por correspondencia.
Los ejemplos en la historia de la pintura y el grabado son numerosos, con autores de la talla de El Bosco, Rembrandt, William Hogarth, Tiépolo o Goya, entre otros muchos.

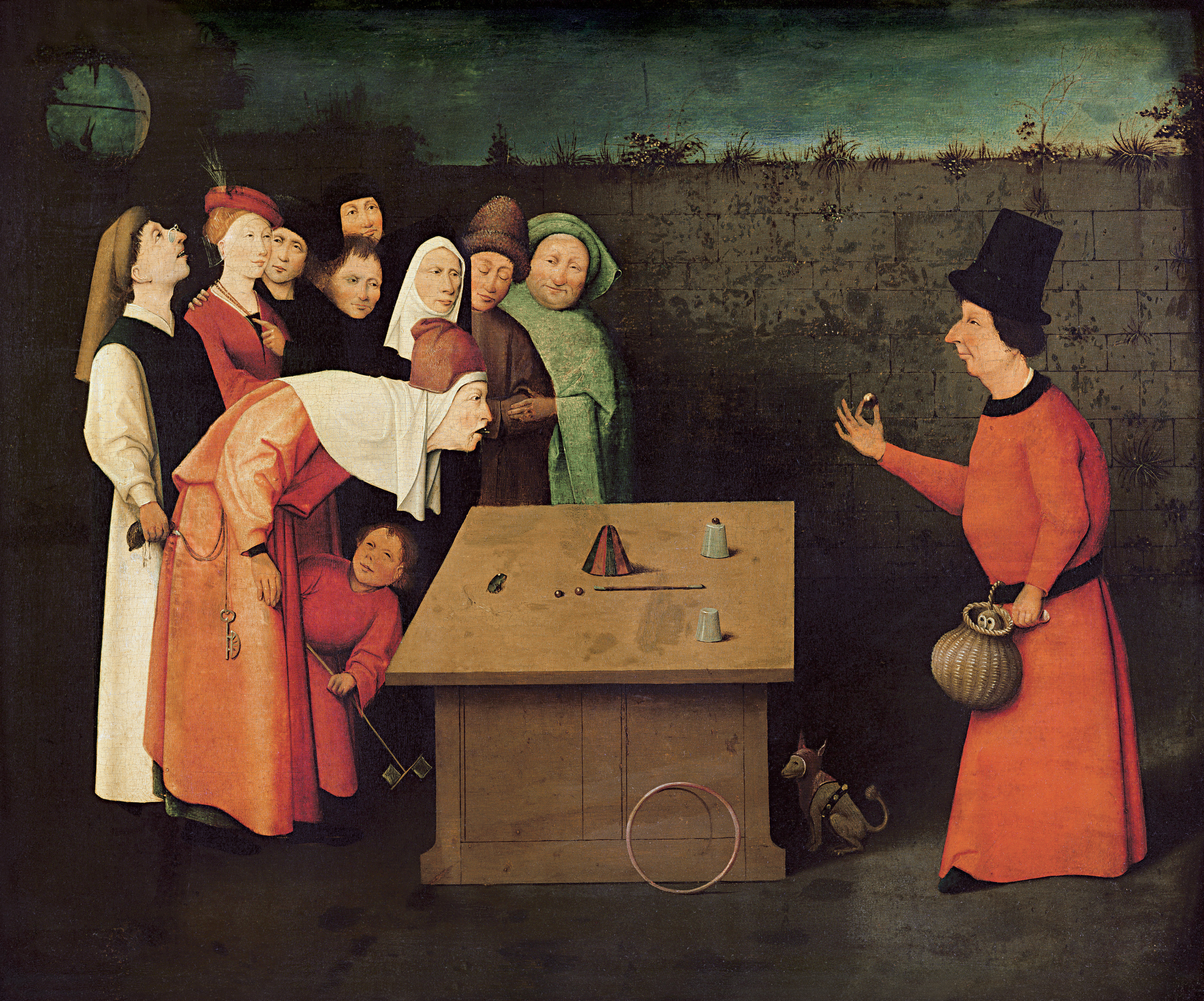
Visto por El Bosco (ca. 1510)
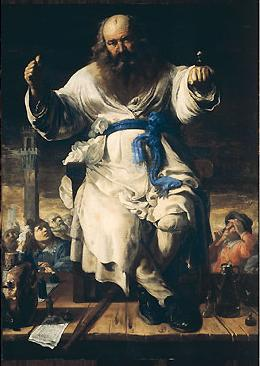
«Il ciarlatano», visto por Bernardino Mei en 1656
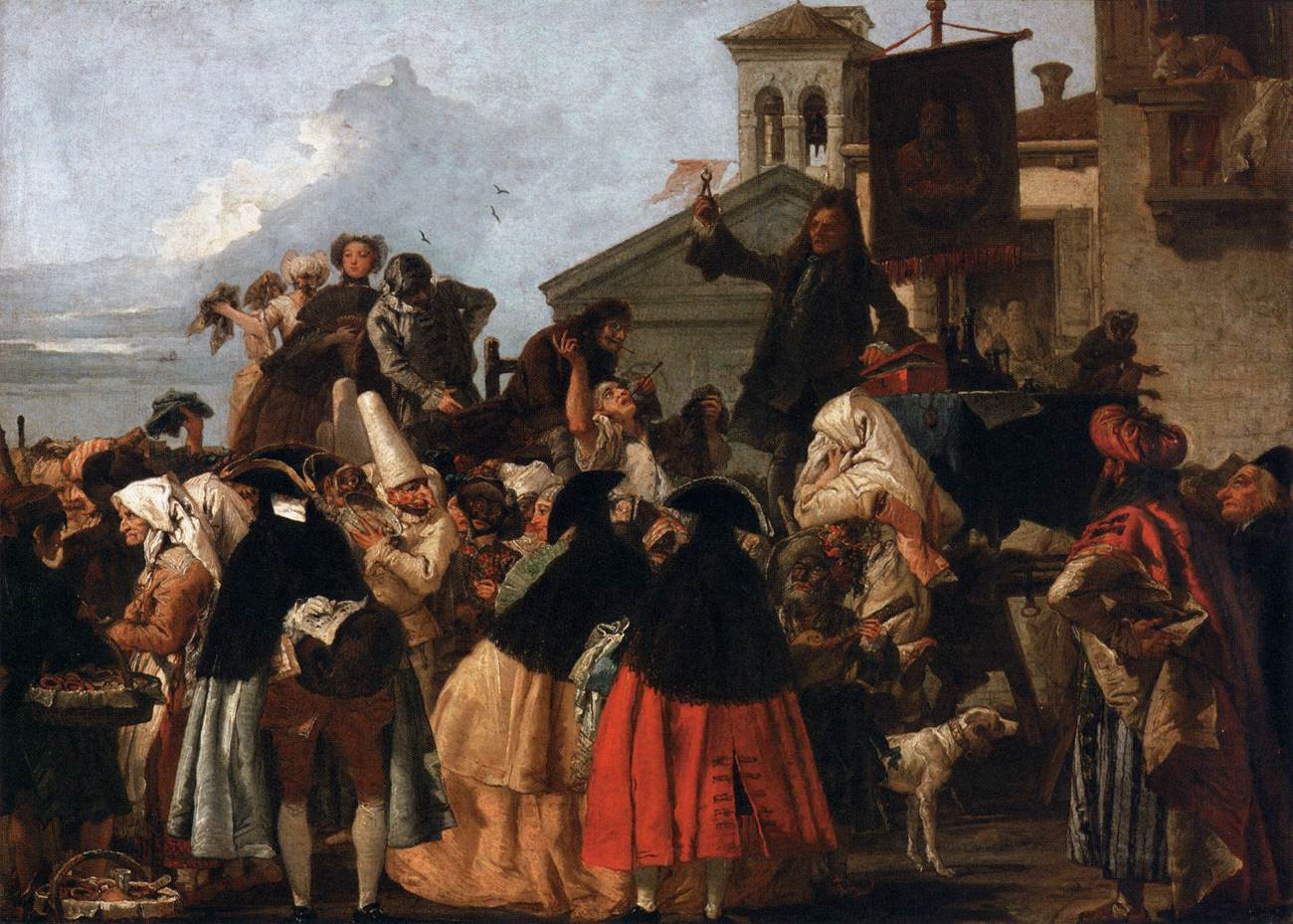
Visto por Tiépolo en 1755
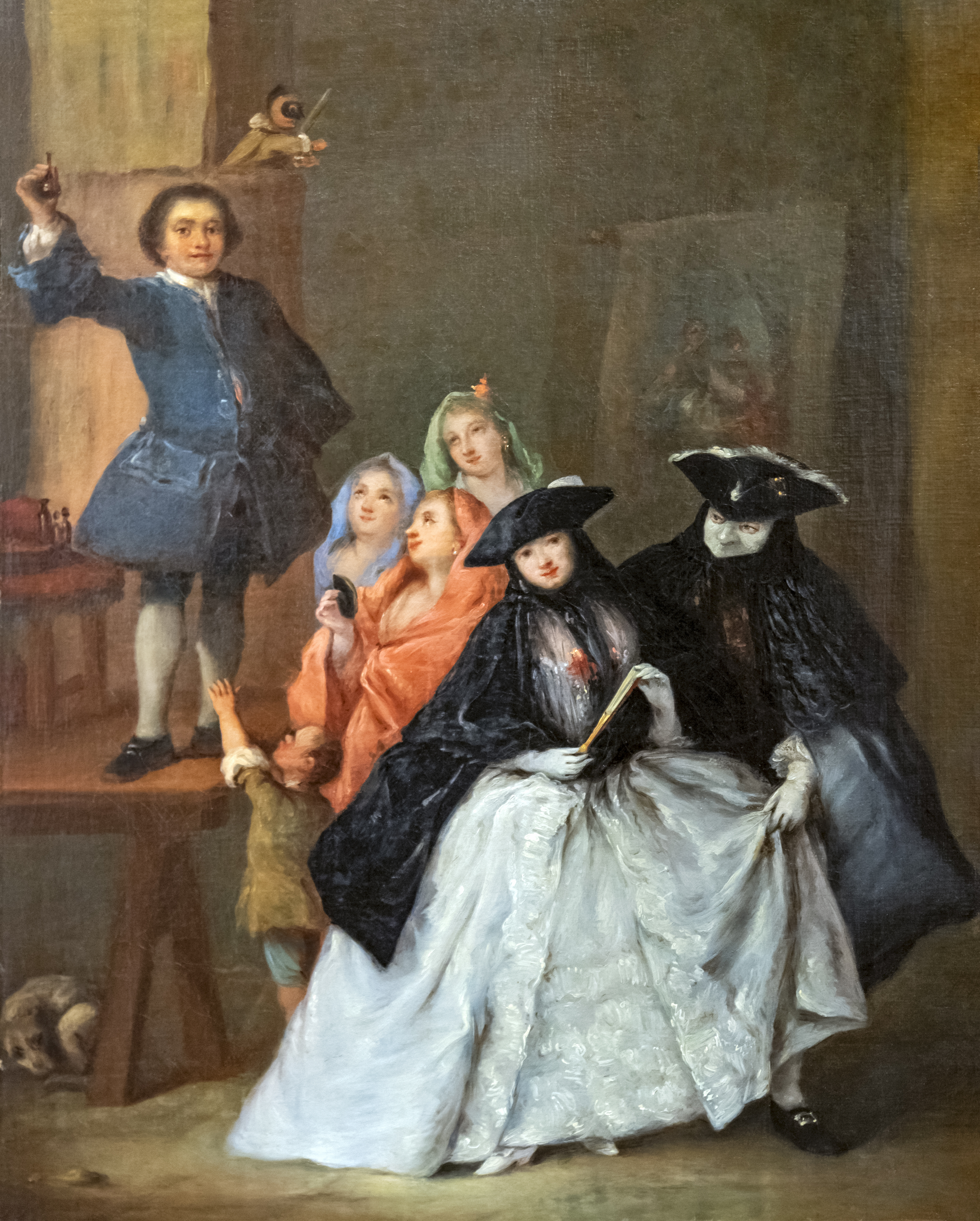
Visto por Pietro Longhi en 1757

### Una descripción de Víctor Hugo
En la novela Los miserables (1862) de Víctor Hugo puede leerse este pasaje que describe con precisión histórica y literaria la actividad comercial de los charlatanes en el París de 1823:

La navidad del año 1823 fue muy brillante en Montfermeil… Los charlatanes y feriantes que habían llegado de París obtuvieron del señor alcalde el permiso para colocar sus tiendas en la calle ancha de la aldea y una banda de mercaderes ambulantes situó sus puestos con el mismo permiso en la plaza de la iglesia… toda aquella gente llenaba las posadas y tabernas y daban al país, tranquilo de suyo, una vida alegre y ruidosa. Hasta debemos decir, para ser fieles historiadores, que entre las curiosidades expuestas en la plaza había una especie de barraca en la que unos horribles saltimbanquis vestidos de harapos y procedentes no se sabe de donde enseñaban a los aldeanos de Montfermeil unos de esos horribles buitres de Brasil… los charlatanes presentaban la escarapela tricolor como un fenómeno único y formado expresamente por Dios para su colección de animales raros.
Víctor Hugo